# Umm Gharkan
Umm Gharkan (arab. أم غركان) – wieś w Syrii, w muhafazie Al-Hasaka. W 2004 roku liczyła 275 mieszkańców.